# Nicolaus Steno
 "Steno" omdirigeres hertil. For andre betydninger af Steno, se Steno (flertydig).
Niels Steensen (eller Stensen) på latin Nicolaus Steno (1. januar 1638 – 25. november 1686) var en pioner inden for både anatomi og geologi.
Han var søn af en guldsmed, der arbejdede for Christian IV. Da han havde afsluttet sin universitetsuddannelse i fødebyen København, hvor han læste medicin fra 1656 til 1659, rejste han ud i Europa. I Nederlandene, Frankrig og Italien kom han i kontakt med prominente forskere, og takket være sin gode iagttagelsesevne opdagede han hurtigt vigtige sammenhænge. På en tid, hvor forskning i faget naturvidenskab bestod i at studere de antikke autoriteter, havde Stensen mod til at stole på sine egne øjne, selv når hans observationer afveg fra de traditionelle doktriner.

## Liv og forskning
Steensen blev student 1656 og rejste efter at have deltaget i Københavns forsvar til Amsterdam, hvor han introduceret af Thomas Bartholin optoges i professor Georg Blaes’ hus i fire måneder. Den 7. april 1660 gjorde han her sin første store anatomiske opdagelse, idet han påviste ørespytkirtlens udførselsgang (ductus paroticus), der senere af Jan van Horne kaldtes ductus Stenonianus; den var tidligere set af Needham (1655), der dog først offentliggjorde sin opdagelse 1667. Da Blaes søgte at annektere opdagelsen, opstod en bitter strid, af hvilken Steensen udgik som sejrherre, men han forlod dog Amsterdam og lod sig 27. juli 1660 immatrikulere ved universitetet i Leyden, hvor han forblev i fire år.
Snart viste de første resultater af hans studier sig i De glandulis oris et novis earundem vasis observationes anatomicæ (1661) og i Observationes anatomicæ, qvibus varia oris, oculorum et narium vasa describuntur, novique salivæ, lacrymarum et muci fontes deteguntur (1662), arbejder, i hvilke han beskriver tårekirtlerne, blodkarrenes fordeling i munden og næsens slimhinder og viser tårernes betydning. Her begyndte Steensen også sine grundlæggende undersøgelser af hjertets og musklernes struktur. Han viste, hvad man allerede havde erkendt i oldtiden, at hjertet var en muskel, hvad der vel må betegnes som det største fremskridt på dette område siden Harveys tid, og han konstaterede, hvorledes blodkar og nerver træder ind i legemets muskulatur, at denne består af fibriller, der er samlet i bundter; de er omgivet af en hinde, der også trænger ind mellem de enkelte bundter. Han beskrev musklernes leje og tilhæftningssteder og gav væsentlige bidrag til deres fysiologi.
Da et professorat var blevet ledigt i København, vendte han hjem, og udgav 1664 De musculis et glandulis observationum specimen; da han ikke opnåede ansættelse, rejste han til Paris, hvorfra han ansøgte universitetet i Leyden om, at doktorgraden måtte blive tildelt ham uden mundtligt forsvar; dette tilstodes ham på Sylvius’ anbefaling 4. december 1664.

### Hjerneanatomi
Niels Stensen drog til Paris, hvor han opholdt sig fra november 1664 til september 1665 hos mæcenen Melchisédek Thévenot. I Paris holdt han demonstrationer i École de Médecine og det berømte foredrag om hjernens anatomi, hvis indledning viser hele Steensens videnskabelige redelighed og overlegne blik. Han kritiserede tidligere spekulationer om funktionen af hjernens dele. Det var især den engelsk anatom Thomas Willis og den franske filosof Descartes, der måtte stå for skud. Stensen selv var meget tilbageholdende med at udtale sig om funktionen af hjernens dele. Foredraget blev i 1669 udgivet som bog.

### Geologiens grundlægger
Steensen berejste derefter en del af Frankrig, inden han tog til Italien, hvor han slog sig ned i Firenze støttet af storhertug Ferdinand 2., der gjorde ham til sin livlæge og ansatte ham ved Sancta Maria nuovas hospital. Som sin velynders rejseledsager fik han lejlighed til at se forskellige dele ikke blot af Toscana, men af hele Italien, og han kom derved ind på de naturvidenskabelige studier, der gjorde ham til geologiens grundlægger. Han fandt fossile hajtænder og snegle på bjergtoppe og forklarede derudfra fossilernes oprindelse. Han var den første, som kunne vise, at sedimentære lag afsættes vandret på hinandens overside (superpositionsprincippet) i et flydende medium. Det er derfor, at yngre bjergarter i en lagserie hviler på ældre. I dag et fundamentalt princip indenfor stratigrafien. Han publicerede sine geologiske studier i De solido intra solidum naturaliter contento dissertationis prodromus (Foreløbig udkast til en afhandling om et fast legeme naturligt indesluttet i et fast legeme). Han udgav Elementorum myologiæ specimen seu musculi descriptio geometrica. Cui accedunt Canis Carchariæ dissectum caput, et dissectus piscis ex canum genere (1667). I disse tillæg undersøgte Steensen hajens hudsystem, påviste høreorganet og viste yderligere det ganske ukendte fænomen, at dyr, der føder levende unger, også har en æggestok. Han viste også, at de såkaldte Glossopetræ er forsteninger, og at de kun findes på steder, hvor der tidligere har været hav, og han kom derved ind på spørgsmålet om ændringerne i jordskorpens overflade og måden, de er kommet i stand på. Med disse problemer arbejdede han i De solido intra solidum naturaliter contento dissertationis prodromus . Han skelnede her de stendannelser, der ikke indeholder forsteninger, ud fra dem, der gør det, og påviste, at de første må være de ældste.

### Loven om krystallers kantvinklers uforanderlighed
Han fandt også loven om kantvinklernes uforanderlighed i krystaller og lagde dermed grunden for moderne Krystallografi.

### Skiftet til den katolske tro
Han stod da på sine ydelsers tinde, og alt syntes at love en videnskabelig virksomhed som ingen andens. Påvirket fra forskellig side gik Steensen over til katolicismen. Stensen var opdraget med den lutherske lære, men han var kritisk overfor den. Det blev et lidenskabeligt emne for ham, da han blev konfronteret med den romerske katolicisme under sine studier i Firenze. Efter studier i teologi besluttede han sig for at konvertere.
Den beslutning bevirkede, at Stensens naturvidenskabelige forskning blev sat i baggrunden, da han efterhånden begyndte at betragte den som en distraktion fra, hvad han opfattede som Guds kald til at tjene kirken.
Under løfte om en professorstilling ved universitetet kaldtes han til København, men rejste ikke. Efter at have besøgt Rom, Neapel, Innsbruck og Prag kom han 1670 til Amsterdam, men kort efter vendte han hjem til Firenze. Han kaldtes anden gang til København 1672 som Anatomicus regius og tog mod embedet, da vinden blæste gunstigere for katolikkerne, men 1674 søgte han sin afsked og vendte tilbage til Italien, hvor han lod sig præstevie 1675. Året efter fik han titel af biskop af Titiopolis in partis infidelium. Han flyttede, da han samtidig blev apostolisk vikar for Nordtyskland og Skandinavien, til Hannover, 1680 flyttede han til Münster, 1683 til Hamborg og endelig 1685 til Schwerin, hvor han døde i 1686, efter her udelukkende at have levet for religionen. Hans lig overførtes til Firenze og begravedes i San Lorenzos krypt.

## Kanonisering
Steensens liv, forskning og teologiske arbejde er studeret intenst, specielt med henblik på en kanonisering. Hans sag blev dog ikke påbegyndt før i 1938. Med baggrund i Stenos asketiske livsstil, hjælp til de fattige og hans liv i bøn blev sagen endelig fremmet i 1984. Den var færdig til at sammenfalde med pave Johannes Paul 2.s besøg i Danmark i 1988. Af respekt for den protestantiske danske kirke, som Steensen havde afvist for at slutte sig til katolicismen, valgte paven dog at lade saligkåringen finde sted i Rom.  23. oktober 1988 blev Steensen saligkåret; det første skridt frem mod en udråbelse til helgen.

## Berømte ord
Han indledte en forelæsning på Københavns Anatomiske Teater i 1673 med sine mest berømte ord:
Pulchra sunt, quae videntur

(skønt er det, vi ser)

pulchriora quae sciuntur

(skønnere det, vi forstår)

longe pulcherrima quae ignorantur

(men langt det skønneste er det, vor forstand ikke kan rumme)
Forskere er ikke enige om, hvordan den sidste sætning skal forstås: om den går på videnskaben eller troen, selv om disse tolkninger ikke behøver at udelukke hinanden. Begge tolkninger har deres berettigelse, idet der i videnskab stadig er meget, der ikke er klarlagt, men det kan også forstås som Guds verden, som utilgængelig for mennesker.
Det kan også tolkes som: "Det man ikke forstår er det skønneste" man kan aldrig forstå tingene helt ud, derfor er det skønt at man kan blive ved med at læse om det.

## Eftermæler
Stenosgade, København V, er opkaldt efter Steensen.
Steno Museet i Århus er opkaldt efter Niels Stensen. Det viser udstillinger om naturvidenskabernes historie og den medicinske historie. Museet har et planetarium og en have med lægeplanter.
Niels Steensen Grundskole og Gymnasium i København er en privatskole, drevet af Jesuiterordenen.
Til ære for Stensen er et krater på Månen og et på Mars navngivet Steno.
Stensens bog om hjerneanatomi bliver uddelt til nyuddannede københavnske hjernekirurger.
Novo Nordisk navngav deres Niels Steensens Hospital i 1932 til ære for Niels Steensen. I dag hedder det Steno Diabetes Center.
Niels Stensen ligger i en sarkofag i kirken San Lorenzo i Firenze. Ad en sidedør er det gratis at komme ind til sarkofagen, og ved den ligger sedler med ønsker.

## Udvalgt bibliografi
- De glandulis oris et novis earundem vasis observationes anatomicæ (1661)
- Observationes anatomicae ("Astronomiske observationer") (1662)
- De Musculis et Glandulis Observationum Specimen (1664)
- Elementorum myologiæ specimen, seu musculi descriptio geometrica : cui accedunt Canis Carchariæ dissectum caput, et dissectus piscis ex Canum genere  (1667/1669)
- Discours sur L'Anatomie du Cerveau (1669) – Baseret på foredrag holdt i Paris 1665. Faksimile.
  - Udgivet på dansk ved Troels Kardel som Foredrag om Hjernens Anatomi (1669/1997), Nyt Nordisk Forlag Arnold Busck, ISBN 87-17-06706-5. Bogen indeholder foruden foredraget også kommentarer af rektor Kjeld Møllgård, overlæge Margrethe Herning og Troels Kardel.
- De solido intra solidum naturaliter contento dissertationis prodromus ("Foreløbigt udkast til en afhandling om et fast legeme naturligt indesluttet i et fast legeme") (1669/1671)